# Маловарварівка
Маловарварівка — селище в Україні, у Нечаянській сільській громаді Миколаївського району Миколаївської області. Населення становить 327 осіб.

## Населення

### Мова
Розподіл населення за рідною мовою за даними перепису 2001 року:
| Мова       | Кількість | Відсоток |
| ---------- | --------- | -------- |
| українська | 297       | 90.83%   |
| російська  | 26        | 7.95%    |
| румунська  | 2         | 0.60%    |
| білоруська | 1         | 0.31%    |
| німецька   | 1         | 0.31%    |
| Усього     | 327       | 100%     |